# Cairina
Cairina är ett släkte i familjen änder inom ordningen andfåglar. Traditionellt omfattar släktet två arter med skilda utbredningar, dels i Latinamerika från södra Texas till norra Argentina, dels lokalt från Indien till Java: 
- Myskand (C. moschata)
- Vitvingad and (C. scutulata)

Vitvingad and förs dock allt oftare till det egna släktet Asarcornis efter DNA-studier som visar att de inte är varandras närmaste släktingar.